# Space Rangers
Space Rangers ist eine US-amerikanische Science-Fiction-Fernsehserie aus dem Jahr 1993. Sie wurde von Rachel Talalay und Herbert J. Wright produziert und nach nur sechs Folgen eingestellt.

## Inhalt
Im Jahr 2104 sorgen die sogenannten Space Rangers, eine Truppe aus Polizisten und Soldaten, die auf dem Außenposten Fort Hope auf dem Planet Avalon stationiert ist, für Ordnung und Sicherheit im umliegenden Weltraum. Captain John Boon und seine Mannschaft jagen Verbrecher und werden in Konflikte mit mysteriösen Außerirdischen, den Banshies, verwickelt. Dabei legt der sehr eigenwillige Captain Boon des Öfteren die Vorschriften anders aus als seine Vorgesetzte, Commander Chennault. Captain Boon dient zur Erfüllung seiner Aufträge neben seiner Crew ein altes heruntergekommenes Schiff, welches er partout nicht gegen ein neues tauschen möchte.

## Veröffentlichung
Die Erstausstrahlung der Serie in den Vereinigten Staaten fand ab dem 27. Januar 1993 auf CBS statt. In Deutschland wurde die Serie ab dem 29. Juni 1994 von ProSieben erstausgestrahlt und später auf ProSieben und kabel eins sowie zuletzt 2007 auf Premiere Serie wiederholt.
Die Serie erschien 2011 beim deutschen Filmverlag Fernsehjuwelen auf DVD. In den Vereinigten Staaten erfolgte in den 1990er Jahren eine Veröffentlichung auf VHS. Auf DVD erschien die Serie dort erstmals am 15. Oktober 2013.

## Episodenliste
| Nr. | Originaltitel          | Deutscher Titel         | Erstausstrahlung (ProSieben) |
| --- | ---------------------- | ----------------------- | ---------------------------- |
| 1   | Pilot                  | Ein mysteriöser Auftrag | 29. Juni 1994                |
| 2   | Banshees               | Achtung, Banshies!      | 6. Juli 1994                 |
| 3   | The Replacements       | Der Spitzel             | 13. Juli 1994                |
| 4   | Death Before Dishonour | Der Ehrenkodex          | 27. Juli 1994                |
| 5   | To Be Or Not To Be     | Sein oder Nichtsein     | 3. Aug. 1994                 |
| 6   | The Trial              | Unter Verdacht          | 20. Juli 1994                |